# Pallavolo ai XIII Giochi asiatici
La pallavolo ai XIII Giochi asiatici si è disputata durante la XIII edizione dei Giochi asiatici, che si è svolta a Bangkok, in Thailandia, nel 1998.

## Podi
| Evento                         | Oro  | Argento       | Bronzo        |
| Pallavolo maschile (dettagli)  | Cina | Corea del Sud | Taipei cinese |
| Pallavolo femminile (dettagli) | Cina | Corea del Sud | Giappone      |